# CF Benfica
Clube Futebol Benfica, cunoscut ca Futebol Benfica sau "Fófó", este un club sportiv portughez, situat în cartierul Benfica din Lisabona. Clubul a fost fondat pe 23 martie 1933, totuși originile clubului se trag încă din 1895. Futebol Benfica este cunoscut în special pentru echipe de fotbal masculin, fotbal feminin, hochei pe iarbă și hochei pe role.
Echipa de fotbal evoluează în prezent în nou-creata ligă Campeonato Nacional de Seniores.

## Lotul de fotbal actual
La 31 august 2012
| Nr. |               | Poziție | Jucător             |
| --- | ------------- | ------- | ------------------- |
| 1   | Portugalia    | P       | Formiga             |
| 2   | Guinea-Bissau | F       | Eliseu Baldé        |
| 3   | Portugalia    | F       | Naia                |
| 4   | Portugalia    | M       | Sebastião Nogueira  |
| 5   | Portugalia    | F       | Rui Miguel          |
| 6   | Portugalia    | F       | Batista             |
| 7   | Guinea-Bissau | A       | Alcides             |
| 8   | Portugalia    | M       | Diogo Calheiros     |
| 9   | Portugalia    | A       | Frutuoso            |
| 10  | Guinea-Bissau | M       | Mustafá             |
| 11  | Senegal       | A       | Justino             |
| 12  | Portugalia    | P       | Fábio Monteiro      |
| 13  | Portugalia    | A       | Lamas               |
| 14  | Portugalia    | M       | Felisberto Carvalho |
| 15  | Portugalia    | M       | André Cardoso       |

| Nr. |               | Poziție | Jucător        |
| --- | ------------- | ------- | -------------- |
| 16  | Portugalia    | M       | Martinho       |
| 17  | Capul Verde   | M       | Jorginho       |
| 18  | Mozambic      | F       | Gerson         |
|     | Portugalia    | P       | Nuno Diogo     |
|     | Portugalia    | F       | José Mario     |
|     | Portugalia    | F       | Hugo Ildefonso |
|     | Capul Verde   | F       | Pina           |
|     | Portugalia    | M       | Mário Mateus   |
|     | Portugalia    | M       | Fitas          |
|     | Portugalia    | M       | Fábio Paím     |
|     | Portugalia    | A       | Barbosa        |
|     | Coreea de Sud | A       | Seo            |
|     | Portugalia    | A       | Vivaldo Arrais |

## Palmares

### Fotbal
- Terceira Divisão (1): 2011/12

- Liga Regională AF Lisboa
  - Prima Divizie de Onoare (2): 1994/95, 2004/05
  - Prima Divizie (1): 1986/87
  - Divizia Secundă (1): 1977/78

#### Feminin
- Taça de Portugal de Futebol Feminino

Finalsită (1): 2010/11

### Hochei pe iarbă
- Campeonato Português de Hóquei em Campo (8): 1941/42, 1942/43, 1950/51, 1953/54, 1955/56, 1956/57, 1958/59, 1978/79

### Hochei pe role
- Campeonato Nacional de Hóquei em Patins(3): 1939/40, 1940/41, 1942/43

## Sportivi notabili
- Sidónio Serpa
- Olivério Serpa
- Torcato Ferreira
- Fernando Adrião
- José Dias
- António Livramento
- Artur Correia
- Paulo Bento
- Vítor Perna
- Rogério Ramos
- Fernando Brito